# Australomimetus childersiensis
Australomimetus childersiensis är en spindelart som beskrevs av Stefan Heimer 1986. Australomimetus childersiensis ingår i släktet Australomimetus och familjen kaparspindlar.
Artens utbredningsområde är Queensland. Inga underarter finns listade.